# HP 35s

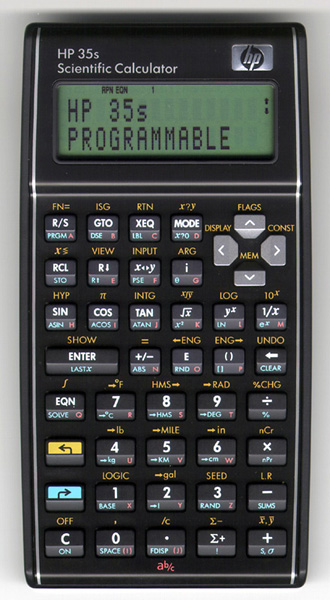
Taschenrechner HP 35s

Der HP 35s ist ein wissenschaftlicher Taschenrechner von Hewlett-Packard, der 2007 erschien. Er ist der aktuelle Vertreter einer langen Reihe von nicht-graphischen, wissenschaftlichen und programmierbaren Taschenrechnern von Hewlett-Packard. Obwohl es sich chronologisch um den Nachfolger des HP 33s handelt, wurde er zu Ehren des 35. Jubiläums des HP-35 eingeführt, der der weltweit erste wissenschaftliche Taschenrechner überhaupt war.
Obwohl der HP 35s weit mehr Funktionen, Rechenleistung und Speicher als der originale HP-35 hat, war Hewlett-Packard bemüht, ihm das Aussehen des HP-35 und anderer HP-Taschenrechner aus dieser Zeit zu verleihen. Das Gerät besitzt die für frühere HP-Taschenrechner typischen, frontseitig abgeschrägten Tasten. Seine Masse beträgt etwa 140 g.

## Eigenschaften im Vergleich zum historischen HP-35

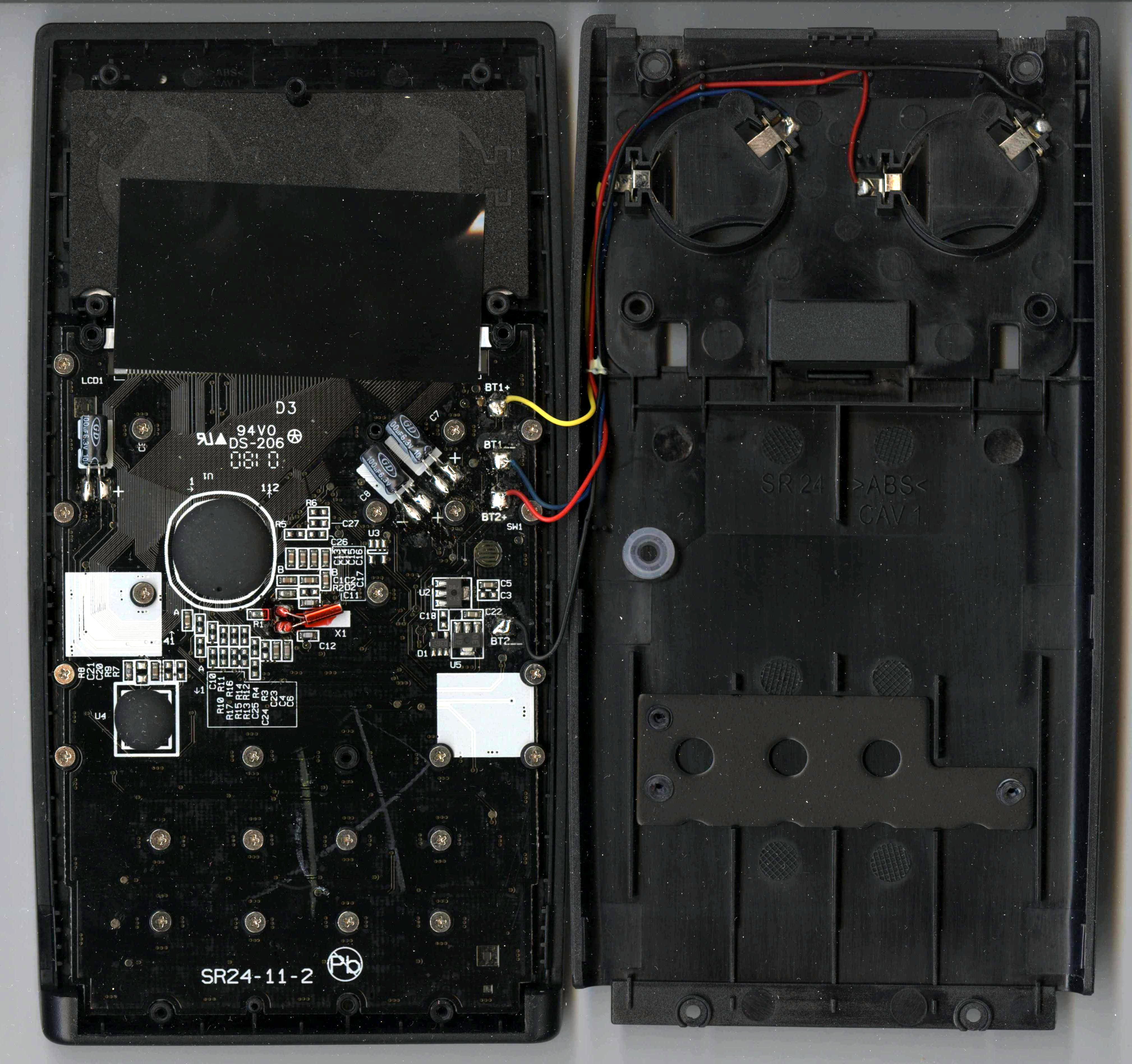
Elektronik-Platine des HP 35s

Der HP 35s kann, wie alle HP-Taschenrechner seiner Generation, sowohl in klassischer umgekehrter polnischer Notation als auch in algebraischer Notation bedient werden. Im Gegensatz zum originalen HP-35 lässt sich der HP 35s durch die Aufzeichnung von Tasteneingaben programmieren. Die Programme können zusätzlich zu den normalen Operationen auch bedingte und unbedingte Verzweigungen und Schleifen enthalten.
Weitere Besonderheiten umfassen:
- Eine zweizeilige alphanumerische LC-Matrix-Anzeige
- teilweise Menüführung (z. B. für das Anzeigeformat)
- 26 Speicherregister (mit den Buchstaben A–Z gekennzeichnet) und ein Indexregister
- Wissenschaftliche und statistische Funktionen
- Unterschiedliche Zahlensysteme: dezimal, binär, oktal, hexadezimal
- Numerische Lösung von Gleichungen (erstmals vorhanden beim HP-34C)
- Numerische Integration (ebenso erstmals beim HP-34C)
- Eingabe und Anzeige von Brüchen (erstmals beim HP-32SII)
- Komplexe Zahlen (erstmals vorhanden beim HP-15C) und Vektorrechnung, wenngleich mit teilweise eingeschränkter Funktionalität. So führt beispielsweise die numerische Berechnung der Quadratwurzel einer reellen negativen Zahl wie {\displaystyle {\sqrt {-3}}} am HP35s zu einer Fehlermeldung.[3]
- Einheitenumwandlung und Tabelle mit physikalischen Konstanten
- Etwa 30 KiByte Speicher für Programme und/oder Daten

## Unterschiede zum Vorgängermodell HP33s

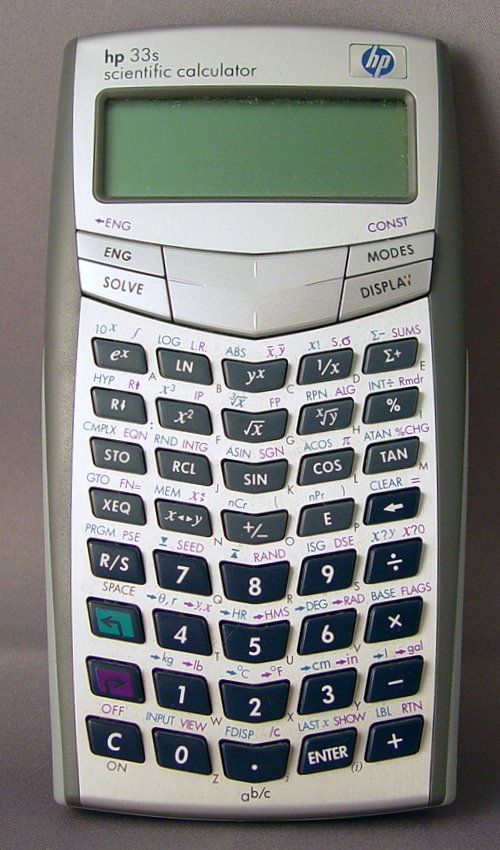
Vorgänger HP 33s

Das Äußere und die Tastenbelegung des HP 35s unterscheiden sich sehr stark von seinem unmittelbaren Vorgänger, dem HP 33s. Beide sind aber funktional beinahe identisch.
Die Hauptunterschiede sind:
- Der HP 35s erlaubt in Programmen neben der Referenzierung auf Marken (Labels) auch den direkten Sprung zu Zeilennummern. Mit nur 26 Labels (Buchstaben A–Z) wäre es schwierig, Programme zu schreiben, die die gesamten 30 KiByte des Speichers ausnützen. Beim HP 33s sind Sprünge zu Zeilen-Adressen nur durch indirekte Adressierung möglich (der Zahlenwert eines Speicherregisters wird als Zieladresse eines Sprungbefehls verwendet – Befehle GTO und XEQ). Diese indirekte Adressierung wiederum fehlt dafür beim HP 35s.
- Der Speicher des HP 35s kann auch zum Ablegen von etwa 800 adressierbaren Zahlen verwendet werden.
- Die Unterstützung von (zweidimensionalen) Vektoroperationen ist neu beim HP 35s.

## Entwicklung und Fertigung
Obwohl der HP 35s an die Tradition der wissenschaftlichen HP-Taschenrechner erinnern soll, wurde das Gerät nicht von Hewlett-Packard alleine, sondern in Zusammenarbeit mit dem 1973 gegründeten taiwanischen Hersteller Kinpo entwickelt. Die Fertigung erfolgt inzwischen ausschließlich bei diesem OEM-Zulieferer.
Der HP 35s benutzt den Mikrocontroller 8502 von Sunplus Technology, der neben einem LCD-Controller und einer I/O-Einheit einen Mikroprozessor auf Basis des MOS Technology 6502 aus den 1970er Jahren beinhaltet.